# Otisfield
Otisfield ist eine Town im Oxford County des Bundesstaates Maine in den Vereinigten Staaten. Im Jahr 2020 lebten dort 1853 Einwohner in 1218 Haushalten auf einer Fläche von 114,61 km².

## Geographie
Nach dem United States Census Bureau hat Otisfield eine Gesamtfläche von 114,61 km², von der 103,42 km² Land sind und 11,19 km² aus Gewässern bestehen.

### Geographische Lage
Otisfield liegt im Südosten des Oxford Countys und grenzt im Südwesten an das Cumberland County. Der Crooked River bildet hierzu die Grenze der Town und des Countys. Das Androscoggin County grenzt im Osten an. Im Südosten liegt der Thompson Lake und im Süden der Pleasent Lake, weitere Seen auf dem Gebiet der Town sind im Norden der Moose Pond und der Saturday Pond. Durch den Thompson Lake fließt in südlicher Richtung der Little Androscoggin River. Die Oberfläche des Gebietes ist leicht hügelig, die höchste Erhebung ist der 271 m hohe Scribner Hill.

### Nachbargemeinden
Alle Entfernungen sind als Luftlinien zwischen den offiziellen Koordinaten der Orte aus der Volkszählung 2010 angegeben.
- Norden: Norway, 15,8 km
- Nordosten: Oxford, 8,6 km
- Südosten: Poland Androscoggin County, 17,4 km
- Süden: Casco, Cumberland County, 6,5 km
- Südwesten: Naples, Cumberland County, 10,9 km
- Westen: Harrison, Cumberland County, 11,5 km

### Stadtgliederung
In Otisfield gibt es mehrere Siedlungsgebiete: Bolsters Mills, Chambers Corner, Dunkertown, East Otisfield, Gould Corner, Oaks, Otisfield, Otisfield Gore, Rayville und Wright Corner.

### Klima
Die mittlere Durchschnittstemperatur in Otisfield liegt zwischen −8,3 °C (17 °F) im Januar und 20,0 °C (68 °F) im Juli. Damit ist der Ort gegenüber dem langjährigen Mittel Maines um etwa 2 Grad kühler. Die Schneefälle zwischen Oktober und Mai liegen mit deutlich mehr als zwei Metern (bei einem Spitzenwert im Januar von knapp 50 cm) ungefähr doppelt so hoch wie die mittlere Schneehöhe in den USA. Die tägliche Sonnenscheindauer liegt am unteren Rand des Wertespektrums der USA.

## Geschichte
Durch die Province of Massachusetts Bay wurde im Jahr 1736 Land an Captain John Gorham und weitere für ihren Dienst in den Indianerkriegen von 1690 zugeteilt. Nach den Vermessungsarbeiten stellte sich heraus, dass diese Gebiete größtenteils in New Hampshire lagen und der Grant wurde aufgehoben. Dafür erhielten sie 1771 Ersatzgebiete, die das Gebiet der heutigen Town Otisfield und weitere Gebiete umfassten. Unter den begünstigten des Grants befand sich auch John Otis und nach ihm wurde das Gebiet 1787 als Otisfield Plantation organisiert und am 19. Februar 1798 als Town Otisfield.
In den folgenden Jahren gab es zahlreiche Gebietsveränderungen. Phillips Gore kam im Jahr 1803 hinzu. Für die Gründung der Town Harrison wurde 1805 und für die Gründung der Town Naples 1834 Land abgegeben. Weiteres Land wurde 1848 an Naples abgegeben. Teile des Phillips Gores gingen an Oxford im Jahr 1830, dafür kamen Teile der Thompson Pond Plantation im selben Jahr hinzu. Im Jahr 1858 wurden Teile von Poland hinzugenommen und schließlich im Jahr 1933 ein nicht organisiertes Gore.

### Einwohnerentwicklung
| Volkszählungsergebnisse – Town of Otisfield, Maine | Volkszählungsergebnisse – Town of Otisfield, Maine | Volkszählungsergebnisse – Town of Otisfield, Maine | Volkszählungsergebnisse – Town of Otisfield, Maine | Volkszählungsergebnisse – Town of Otisfield, Maine | Volkszählungsergebnisse – Town of Otisfield, Maine | Volkszählungsergebnisse – Town of Otisfield, Maine | Volkszählungsergebnisse – Town of Otisfield, Maine | Volkszählungsergebnisse – Town of Otisfield, Maine | Volkszählungsergebnisse – Town of Otisfield, Maine | Volkszählungsergebnisse – Town of Otisfield, Maine |
| Jahr                                               | 1700                                               | 1710                                               | 1720                                               | 1730                                               | 1740                                               | 1750                                               | 1760                                               | 1770                                               | 1780                                               | 1790                                               |
| -------------------------------------------------- | -------------------------------------------------- | -------------------------------------------------- | -------------------------------------------------- | -------------------------------------------------- | -------------------------------------------------- | -------------------------------------------------- | -------------------------------------------------- | -------------------------------------------------- | -------------------------------------------------- | -------------------------------------------------- |
| Einwohner                                          |                                                    |                                                    |                                                    |                                                    |                                                    |                                                    |                                                    |                                                    |                                                    | 197                                                |
| Jahr                                               | 1800                                               | 1810                                               | 1820                                               | 1830                                               | 1840                                               | 1850                                               | 1860                                               | 1870                                               | 1880                                               | 1890                                               |
| Einwohner                                          | 450                                                | 912                                                | 1107                                               | 1274                                               | 1307                                               | 1171                                               | 1199                                               | 1099                                               | 927                                                | 838                                                |
| Jahr                                               | 1900                                               | 1910                                               | 1920                                               | 1930                                               | 1940                                               | 1950                                               | 1960                                               | 1970                                               | 1980                                               | 1990                                               |
| Einwohner                                          | 728                                                | 632                                                | 581                                                | 568                                                | 488                                                | 599                                                | 549                                                | 589                                                | 897                                                | 1136                                               |
| Jahr                                               | 2000                                               | 2010                                               | 2020                                               | 2030                                               | 2040                                               | 2050                                               | 2060                                               | 2070                                               | 2080                                               | 2090                                               |
| Einwohner                                          | 1560                                               | 1770                                               | Otisfield                                          |                                                    |                                                    |                                                    |                                                    |                                                    |                                                    |                                                    |

## Kultur und Sehenswürdigkeiten

### Bauwerke
In Otisfield wurden mehrere Bauwerke unter Denkmalschutz gestellt und  ins National Register of Historic Places aufgenommen.
- Bell Hill Meetinghouse, 2003 unter der Register-Nr. 03000620.[10]
- Bell Hill School, 2003 unter der Register-Nr. 03000619.[11]
- The Nutting Homestead, 1974 unter der Register-Nr. 74000163.[12]
- Otisfield Town House, 2005 unter der Register-Nr. 05000055.[13]
- Ryefield Bridge, 1999 unter der Register-Nr. 99001193.[14]
- Levi Sargent House, 1987 unter der Register-Nr. 87000419.[15]

### Regelmäßige Veranstaltungen
In Otisfield wird seit 1993 regelmäßig das Seeds of Peace Camp abgehalten. Mehr als 6000 Jugendliche und Betreuer aus allen Teilen der Welt haben sich bisher im ehemaligen Camp Powhatan getroffen, um über Konfliktlösungsstrategien zu diskutieren.

## Wirtschaft und Infrastruktur

### Verkehr
Die Maine State Route 121 verläuft durch den südöstlichen Teil der Town, teilweise entlang des Westufers des Pleasant Lakes und des Thompson Lakes.

### Öffentliche Einrichtungen
In Otisfield gibt es keine Krankenhäuser oder medizinische Einrichtungen. Die nächstgelegenen befinden sich in Bridgeton, Norway und Auburn.
In Otisfield gibt es keine eigene Bücherei. Die nächstgelegenen befinden sich in Oxford, Casco und Harrison.

### Bildung
Otisfield gehört mit Harrison, Hebron, Norway, Oxford, Paris, South Paris und Waterford zum Oxford Hills School District auch MASD17.
Im Schulbezirk werden folgende Schulen angeboten:
- Waterford Memorial School in Waterford, Schulklassen Pre-Kindergarten bis 2
- Agnes Gray Elementary in West Paris, Schulklassen Pre-Kindergarten bis 6
- Harrison Elementary in Harrison, Schulklassen 3 bis 6
- Hebron Station  in Hebron, Schulklassen Pre-Kindergarten bis 6
- Otisfield Community in Otisfield, Pre-Kindergarten bis 6
- Oxford Elementary in Oxford, Schulklassen Pre-Kindergarten bis 6
- Paris Elementary in Paris, Schulklassen Pre-Kindergarten bis 6
- Guy E. Rowe Elementary in Norway, Schulklassen Pre-Kindergarten bis 6
- Oxford Hills Middle School in South Paris, Schulklassen 7 bis 8
- Oxford Hills Comprehensive High School in South Paris, Schulklassen 9 bis 12